# Infanta Maria da Assunção a Portugaliei

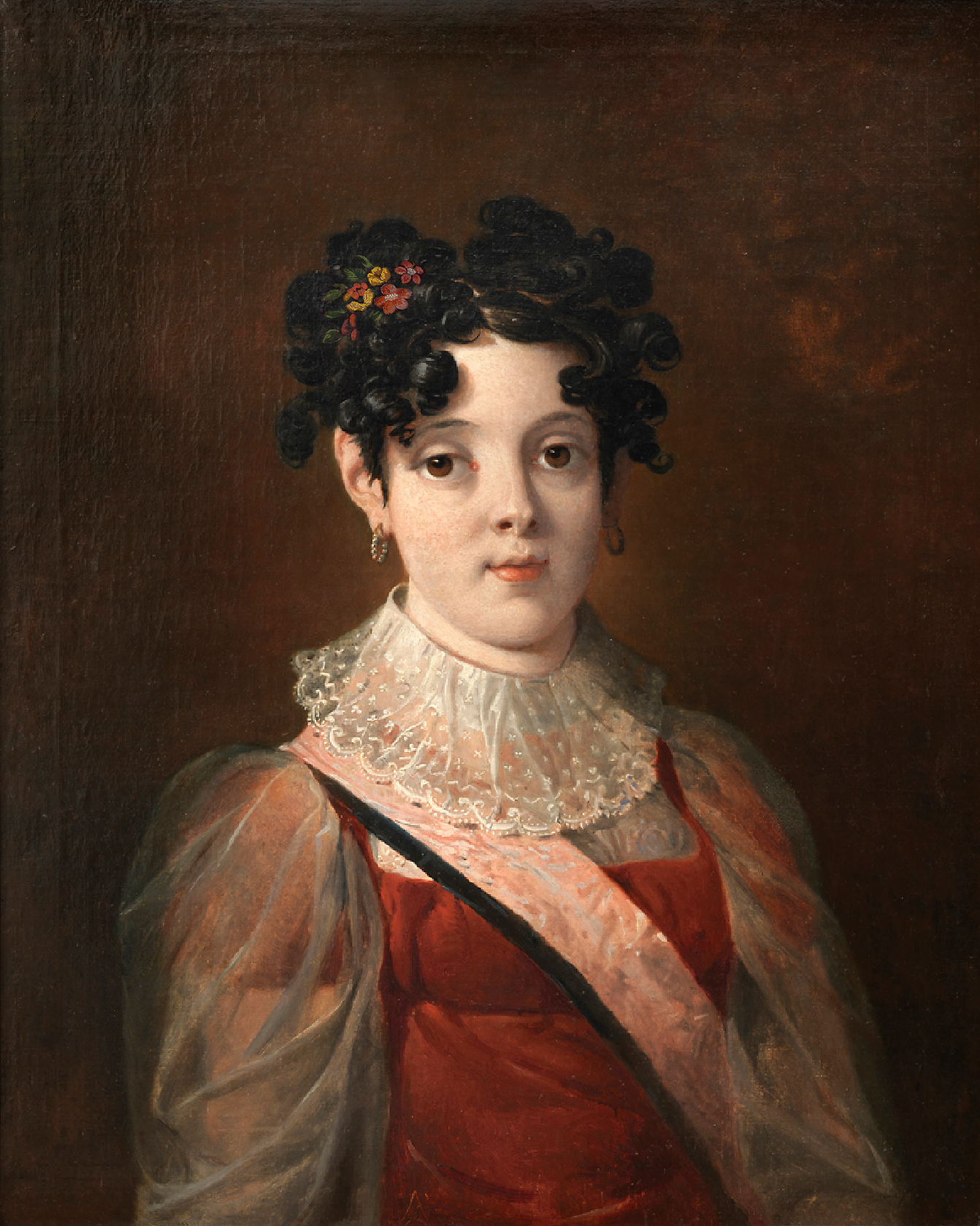
Infanta Maria da Assunção

Infanta Maria da Assunção a Portugaliei (25 iunie 1805 – 7 ianuarie 1834) a fost infantă a Portugaliei, fiica regelui Ioan al VI-lea și a soției lui, Carlota Joaquina a Spaniei.

## Biografie
Numele ei complet a fost Maria da Assunção Ana Joana Josefa Luísa Gonzaga Francisca de Assis Xavier de Paula Joaquina Antónia de S. Tiago și a fost al optulea copil și a cincea fiică a regelui Ioan al VI-lea al Portugaliei și a reginei Charlotte. 
A fost susținătoare a fratelui ei Miguel I al Portugaliei în momentul crizei de succesiune portugheză din 1826-1834. Nu s-a căsătorit niciodată. A murit de holeră, la vârsta de 28 de ani, după retragerea trupelor migueliste din Lisabona.